# Zeffiro Furiassi
Zeffiro Furiassi (Pesaro, 1923. január 19. – Firenze, 1974. november 4.) olasz labdarúgóhátvéd.